# 塔納峰
72°20′S 1°20′E / 72.333°S 1.333°E
塔納峰是南極洲的山峰，位於東部南極洲的毛德皇后地，屬於斯維爾德魯普山脈的一部分，該山峰由德國探險隊發現，由挪威的製圖師根據測量和空中照片繪入地圖。